# Alfred Kjærulf
Alfred Kjærulf, född 24 februari 1882 i Köpenhamn, död 28 juli 1938, var en dansk författare av sångtexter och revyer. Kjærulf skrev sin första revy 1905 och skrev totalt ungefär 5 000 revysånger. Som exempel på Kjærulfs sångtexter kan nämnas En lille rystedans (Jazzgossen) (1922) och Du gamle måne (1924).